# Malattia di Fabry

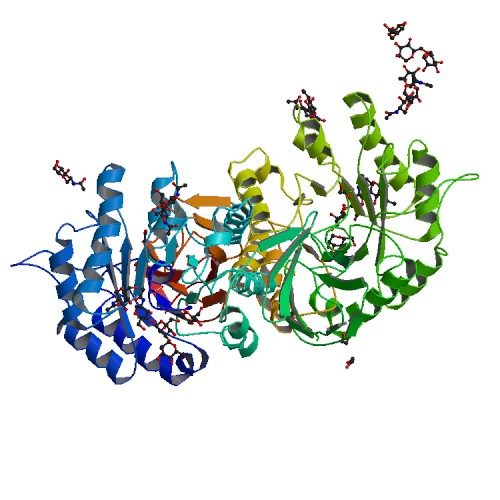

La malattia di Fabry è un'anomalia congenita del metabolismo degli sfingolipidi. Questa malattia è una sfingolipidosi e fa parte dell'eterogeneo gruppo delle malattie da accumulo lisosomiale.

## Epidemiologia
L'epidemiologia varia a seconda del paese e risulta essere più frequente nelle popolazioni oceaniche rispetto a quelle europee, ma forse per le possibili varianti della malattia le stime sono inferiori alla realtà.
L'incidenza della malattia di Fabry si stima sia tra 1 su 40,000 e 1 su 120,000 nascite.

## Eziologia
La causa è genetica, e riguarda le anomalie di un gene che si trova sul braccio lungo del cromosoma X mappato in Xq21.33-Xq22, e sono state dimostrate più di 300 diverse mutazioni genetiche. L'enzima che dovrebbe nascere svolge il ruolo di regolatore del metabolismo del globotriesosilceramide.

## Clinica
I sintomi e i segni clinici comprendono: ritardato sviluppo, febbre, acroparestesie (dolore urente alle mani e ai piedi), dolori acuti di natura neuropatica, ipo-anidrosi (difficoltà nel sudare), angiocheratoma, dispnea, nausea, cefalea, alterazioni oftalmologiche, cardiopatie, nefropatia fino all'insufficienza renale cronica, uremia terminale trattabile con dialisi e/o trapianto di rene, disturbi gastro intestinali come stipsi, diarrea, dolori crampiformi, trombofilia come ictus e infarto miocardico.

## Diagnosi
La malattia di Fabry viene sospettata basandosi sulla presentazione clinica, può essere diagnosticata con l'ausilio di un test enzimatico (solitamente fatto sui leucociti del paziente) che misura i livelli di attività di un enzima chiamato alfa-galattosidasi. Questo saggio enzimatico non è però sufficiente nelle donne data la casualità dell'inattivazione selettiva dell'X nelle cellule. Il metodo più accurato per la diagnosi in questo caso è l'analisi genetico-molecolare del gene "GLA", in particolare se la sua mutazione è stata già identificata in membri maschili della stessa famiglia. Bisogna però considerare che molte altre mutazioni sono state identificate come causa di malattia. La biopsia renale può essere suggestiva per la malattia di Fabry se mostra un accumulo eccessivo di lipidi all'interno delle cellule. I pediatri, come anche molti internisti, spesso mancano questa diagnosi data la sua relativa bassa incidenza.

## Trattamento
Il trattamento deve prima di tutto essere indirizzato ad attenuare il dolore della persona tramite difenilidantoina, carbamazepina, gabapentin e pregabalin. In seguito si deve pensare all'insufficienza enzimatica con terapia sostitutiva con enzima prodotto dalla moderna biotecnologia agalsidasi alfa e beta. Qualora vi fossero, comunque, danni d'organo, il trattamento si attua con le terapie organo-specifiche.